# Maladera armeniaca
Maladera armeniaca är en skalbaggsart som beskrevs av Edmund Reitter 1896. Maladera armeniaca ingår i släktet Maladera och familjen Melolonthidae. Inga underarter finns listade i Catalogue of Life.